# Mantova Calcio a 5 2019-2020
La voce raccoglie i dati riguardanti il Mantova Calcio a 5, squadra di calcio a 5 militante in serie A, nelle competizioni ufficiali del 2019-2020.

## Trasferimenti

### Sessione estiva
| Dimas            | Napoli        |
| Lucas Prado      | Santos        |
| Leonardo Zanotto | Imolese       |
| Parrel           | Cascavel      |
| Mateus Garcia    | Italservice   |
| Gabriel Rinaldin | Imolese       |
| Lorenzo Bueno    | Imolese       |
| Vander Salas     | Imolese       |
| Cabeça           | Uruguaianense |

| William Rocha    | Acqua e Sapone |
| Bogdan Gumeniuk  | in prestito    |
| Denilson Manzali | Cavezzo        |
| Nicola Palermo   | Cavezzo        |
| Valerio Lutta    | Lido di Ostia  |
| Sadat Ziberi     | Italpol Roma   |

### Sessione invernale
| Bocão         | Mes Sungun  |
| Fábio Poletto | Feldi Eboli |

| Gabriel Rinaldin | Imolese |

## Prima squadra
| N° | Naz.                   | Ruolo | Sportivo               | Anno       |  |  |
| -- | ---------------------- | ----- | ---------------------- | ---------- |  |  |
| 1  | Italia (bandiera)      | POR   | Alessandro Fontaniello | 06.05.1976 |  |  |
| 4  | Italia (bandiera)      | DIF   | Bocão                  | 20.04.1989 |  |  |
| 5  | Brasile (bandiera)     | DIF   | Léléco                 | 06.11.1986 |  |  |
| 6  | Finlandia (bandiera)   | DIF   | Jukka Kytölä           | 27.12.1988 |  |  |
| 7  | Brasile (bandiera)     | LAT   | Leonardo Micheletto    | 10.09.1997 |  |  |
| 8  | Italia (bandiera)      | LAT   | Marco Carletti         | 03.03.1987 |  |  |
| 11 | Brasile (bandiera)     | PIV   | Lorenzo Bueno          | 16.09.1999 |  |  |
| 12 | Italia (bandiera)      | POR   | Enrico Ricordi         | 06.07.1989 |  |  |
| 13 | Brasile (bandiera)     | LAT   | Parrel                 | 03.10.1984 |  |  |
| 14 | Italia (bandiera)      | LAT   | Loris Di Guida         | 12.04.1996 |  |  |
| 15 | Paraguay (bandiera)    | PIV   | Vander Salas           | 03.10.1997 |  |  |
| 16 | Brasile (bandiera)     | LAT   | Mateus Garcia          | 26.03.1997 |  |  |
| 71 | Italia (bandiera)      | LAT   | Cristiano Rondelli     | --.--.---- |  |  |
| 77 | Brasile (bandiera)     | LAT   | Dimas                  | 07.11.1986 |  |  |
| 88 | Brasile (bandiera)     | PIV   | Cabeça                 | 14.12.1993 |  |  |
| 89 | Azerbaigian (bandiera) | PIV   | Fábio Poletto          | 13.02.1989 |  |  |
| 97 | Brasile (bandiera)     | LAT   | Gabriel Rinaldin       | 12.12.1997 |  |  |
| 98 | Brasile (bandiera)     | POR   | Lucas Prado            | 14.04.1998 |  |  |

## Under-19
| N° | Naz.               | Ruolo | Sportivo          | Anno       |  |  |
| -- | ------------------ | ----- | ----------------- | ---------- |  |  |
| 97 | Ucraina (bandiera) | LAT   | Olexandr Gumeniuk | 11.05.2002 |  |  |